# Musée archéologique national de Civitavecchia
 (juillet 2022).
Si vous disposez d'ouvrages ou d'articles de référence ou si vous connaissez des sites web de qualité traitant du thème abordé ici, merci de compléter l'article en donnant les références utiles à sa vérifiabilité et en les liant à la section « Notes et références ».
Le musée archéologique national de Civitavecchia est le musée archéologique de la ville de Civitavecchia, dans le nord du Latium, consacré aux vestiges étrusques et romaines.
La collection se compose principalement de sculptures en marbre d'époque romaine et d’artefacts étrusques du territoire de Centumcellae et des régions voisines comme Santa Marinella, Allumiere et Tolfa. Le musée est situé dans le palais de la Douane du XVIIIe siècle commandé par le pape Clément XIII.

## Collections
Le musée est réparti sur trois étages. Au rez-de-chaussée la collection présente des sculptures en marbre et des sarcophages d’époque romaine. Le premier étage présente une riche collection de céramique étrusque appelé bucchero. En 2022 les deuxième et  troisième étages sont  en cours de restauration.